# 夏樹リオ
夏樹 リオ（なつき リオ、1969年3月5日 - ）は、日本の女性声優、歌手。アプトプロ所属。東京都出身。

## 経歴
1990年、専門学校東京アナウンス学院声優タレント研究科卒業。1991年、シグマ・セブンに所属。1993年3月26日に発売されたPCエンジン用アクションゲーム『フォーセットアムール』のコルク・ランス役で初主演を果たした。
2022年8月23日、1997年より25年間所属していた東京俳優生活協同組合からの退所を発表し、9月1日よりコトリボイスに移籍した。
2024年8月31日コトリボイス解散に伴い、アプトプロへ移籍。

## 人物
声域はメゾソプラノ。
趣味・特技はドライブ、スポーツ観戦、フルート、アイススケート。免許・資格は普通自動車免許、自動二輪中型免許。

## 出演
太字はメインキャラクター。

### テレビアニメ
1990年
- 勇者エクスカイザー（子供B）

1991年
- 機甲警察メタルジャック（飛行船のアナウンス、少女、女の子、ウエイトレス、女の子B）
- 太陽の勇者ファイバード（マリア、女生徒、女性、アナウンサー）

1992年
- 元気爆発ガンバルガー（少年）
- 伝説の勇者ダ・ガーン（女、生徒）

1993年
- 勇者特急マイトガイン（お天気お姉さん、オードリー、同級生、沼袋アキコ）

1994年
- マクロス7（美保美穂、バーマン）
- 勇者警察ジェイデッカー（バブルガム・シスターズ）

1995年
- 神秘の世界エルハザード（陣内菜々美）
- ドラえもん（テレビ朝日版第1期）（子供）

1996年
- 赤ちゃんと僕（梅子〈少女〉）
- 逮捕しちゃうぞ（司会）
- YAT安心!宇宙旅行（ミホ）

1997年
- CLAMP学園探偵団（女生徒A）
- バトルアスリーテス大運動会（神崎あかり）
- みすて♡ないでデイジー（たみ）
- 勇者王ガオガイガー（山葉いすず）

1998年
- Weiß kreuz（マキ）
- 異次元の世界エルハザード（陣内菜々美）
- DTエイトロン（メイ）
- Bビーダマン爆外伝（キャスターボン）
- バブルガムクライシス TOKYO 2040（1998年 - 1999年、リンナ）

1999年
- イソップワールド（リンダ、カエル女2）
- KAIKANフレーズ（ユミ）
- 神八剣伝（カズサ）
- ∀ガンダム（メリーベル・ガジット）
- 爆球連発!!スーパービーダマン（北条明）
- Bビーダマン爆外伝V（ジーカひめ）
- 魔術士オーフェン Revenge（ナターシャ）

2000年
- 学校の怪談（マキ）
- 金田一少年の事件簿（千吉良澪）
- デジモンアドベンチャー02（井ノ上京）
- とっとこハム太郎（武者小路篤子）

2001年
- 機動天使エンジェリックレイヤー（つばさ）
- ココロ図書館（星野かえで）
- ジーンシャフト（シビル、グロリア、リョウコ）
- 真・女神転生デビチル（バステト）
- ゾイド新世紀スラッシュゼロ（ナオミ・フリューゲル）

2002年
- 激闘!クラッシュギアTURBO（ニナ・マイヤー）
- GetBackers-奪還屋-（HEVN）
- フルメタル・パニック!（2002年 - 2003年、神楽坂恵理） - 2シリーズ
- ロックマンエグゼ（2002年 - 2006年、ミリオネア、シルク、蒼木真琴） - 3シリーズ

2003年
- 明日のナージャ（黒ネコ）
- エアマスター（芹口トミコ）
- クラッシュギアNitro（QT）
- 出撃!マシンロボレスキュー（姐さん、穂村冴子）
- 真月譚 月姫（叔母、女性アナウンサー / ニュースキャスター女）
- デュエル・マスターズ（金太郎の母）
- ポケットモンスター アドバンスジェネレーション（2003年 - 2004年、アスナ）
- わがまま☆フェアリー ミルモでポン! シリーズ（2003年 - 2005年、赤坂多恵子、マリン） - 2シリーズ

2004年
- SDガンダムフォース（タカヒロ）
- 巌窟王（G侯爵夫人、ミシェル）
- 北へ。〜Diamond Dust Drops〜（武田の妻）
- SAMURAI 7（ワーリャ）
- ニニンがシノブ伝（不知火香）
- 光と水のダフネ（花岡の妻）
- 火の鳥（フィメール）
- 忘却の旋律（チーフ・ヴイ）
- 魔法少女隊アルス（ヘッド）

2005年
- 韋駄天翔（ヨウコ）
- 陰陽大戦記（女子アナ）
- ザ・バットマン（メラニー）
- ゾイドジェネシス（ヤクゥ）
- ToHeart2（ルーシー・マリア・ミソラ）
- 雪の女王（カイ）

2006年
- シルクロード少年 ユート（ラン）
- デュエル・マスターズ シリーズ（2006年 - 2009年、九守サチコ、子どもB） - 2シリーズ
- スーパーロボット大戦OG -ディバイン・ウォーズ-（リオ・メイロン）
- タクティカルロア（クレイオ・アクアノート）
- ちょこッとSister（サンタ）
- TOKKO 特公（伊吹涼子）
- ぷるるんっ!しずくちゃん（2006年 - 2008年、リンス姉さん、ステラ姫、ほいっぷちゃん、ユーレイ君の母） - 2シリーズ
- よみがえる空 -RESCUE WINGS-（長谷川さおり）

2007年
- 風の少女エミリー（イブリン）
- 機神大戦ギガンティック・フォーミュラ（溝口みちる）
- しゅごキャラ!（三条ゆかり） - 2シリーズ
- Devil May Cry（店員）
- デルトラクエスト（エルザ）
- ながされて藍蘭島（遠野さん、びふてき）
- 魔人探偵脳噛ネウロ（店員）
- ロケットガール（森田博子）

2008年
- RD 潜脳調査室（桃山先生）
- ウルトラヴァイオレット コード044（母親、住民）
- ケロロ軍曹（タムリン）
- スキップ・ビート!（安芸祥子）
- それいけ!アンパンマン（2008年 - 2010年、モクモク女王〈2代目〉、しらたき姫〈2代目〉、ケチャップリン〈3代目〉、レインボー王子〈5代目〉）
- TYTANIA -タイタニア-（ウェイトレス）
- テレパシー少女 蘭（おかえ）
- 美肌一族（女性MC）
- モノクローム・ファクター（千原先生、九条香奈多）
- ワールド・デストラクション 〜世界撲滅の六人〜（女店員）

2009年
- グイン・サーガ（フロリー）
- けいおん!（2009年 - 2010年、唯の母） - 2シリーズ
- シャングリ・ラ（香凛のママ）
- RIDEBACK -ライドバック-（女性キャスター）

2010年
- うちの3姉妹（レポーター）
- スーパーロボット大戦OG -ジ・インスペクター-（リオ・メイロン）
- 名探偵コナン（2010年 - 2015年、井上万里江、女性スタッフA）
- ヨスガノソラ（奈緒の母）

2011年
- 異国迷路のクロワーゼ The Animation（文房具店店主）
- 境界線上のホライゾン（ヨシナオの妻）

2012年
- 咲-Saki- 阿知賀編 episode of side-A（新子望）
- ぴっちぴち♪しずくちゃん（リンス姉さん）

2013年
- WHITE ALBUM2（冬馬曜子）

2018年
- ニル・アドミラリの天秤（朱鷺宮栞、ペリ、鷺澤みや子）
- フルメタル・パニック! Invisible Victory（神楽坂恵理）

2021年
- バトルアスリーテス大運動会 ReSTART!（おばあちゃん）
- デジモンアドベンチャー:（ヴァルキリモン）

### 劇場アニメ
1994年
- ドラえもん のび太と夢幻三剣士（侍女）

2000年
- デジモンアドベンチャー02（井ノ上京）

2001年
- デジモンアドベンチャー02 ディアボロモンの逆襲（井ノ上京）

2002年
- ∀ガンダム II 月光蝶（メリーベル・ガジット）

2005年
- 機動戦士ΖガンダムII A New Translation -恋人たち-（ステファニー・ルオ）

2006年
- それいけ!アンパンマン コキンちゃんとあおいなみだ（ネコのおかあさん）

2007年
- ヱヴァンゲリヲン新劇場版:序

2010年
- いばらの王 -King of Thorn-

2011年
- 映画けいおん!（唯の母）

2018年
- 機動戦士ガンダムNT（ステファニー・ルオ）

### OVA
1994年
- ダーティペアFLASH（受付嬢、女性コンピュータ）

1995年
- 神秘の世界エルハザード（陣内菜々美）
- プリンセス・ミネルバ（オーリン・キャリー）

1997年
- AIKa（白デルモN）
- 神秘の世界エルハザード2（陣内菜々美）
- バトルアスリーテス大運動会（神崎あかり）

1999年
- Piaキャロットへようこそ!!2 DX（木ノ下留美）

2000年
- ブラック・ジャック 空からきた子ども（ミゲル）
- 世にも恐ろしいグリム童話（グレーテル）

2001年
- Malice@Doll（ドリス@ドール）

2003年
- 天地無用! 魎皇鬼（第三期）（正木玲亜）

2004年
- 影Shadow（華龍）

2005年
- スーパーロボット大戦ORIGINAL GENERATION THE ANIMATION（リオ・メイロン）

2006年
- 機動戦士ガンダムSEED C.E.73 STARGAZER（スウェンの母）

2007年
- OVA ToHeart2（ルーシー・マリア・ミソラ）

2008年
- ToHeart2ad（ルーシー・マリア・ミソラ）

2009年
- ToHeart2 adplus（ルーシー・マリア・ミソラ）

2010年
- ToHeart2 adnext（ルーシー・マリア・ミソラ）

2011年
- カーニバル・ファンタズム（シオン・エルトナム・アトラシア）

2012年
- ToHeart2 ダンジョントラベラーズ（ルーシー・マリア・ミソラ）

2016年
- 天地無用! 魎皇鬼（第四期）（正木玲亜）

2019年
- 天地無用! 魎皇鬼（第伍期）（正木玲亜）

### ゲーム
1993年
- フォーセットアムール（コルク・ランス）

1996年
- 王国のグランシェフ
- 神秘の世界エルハザード（陣内菜々美）
- バトルアスリーテス大運動会（神崎あかり）

1997年
- スノボキッズ（ナンシー＝ネイル、リンダ＝マルティーニ）
- DESIRE（シルビア）
- マクロス デジタルミッション VF-X（美保美穂）

1998年
- ダークメサイア（ルネ・ロレイン）
- ナビット（アシスタント）
- バトルアスリーテス大運動会 オルタナティブ（神崎あかり）
- みさきアグレッシヴ!（浅香萌）
- ロマンレーヌ（スラン）

1999年
- Lの季節 〜A piece of memories〜（湖潤リリス）
- スノボキッズプラス（リンダ＝マルティーニ、カエデ、女の子B）
- 奏（騒）楽都市OSAKA（光・明晃）
- 超スノボキッズ（ナンシー＝ネイル、リンダ＝マルティーニ）
- 蒼魔灯（セシリア）
- トゥルーラブストーリー2（波多野葵）
- バトルアスリーテス大運動会 GTO（神崎あかり）
- 火魅子伝〜恋解〜（珠洲、虎桃）
- BOYS BE… 2nd Season（伊集院絵梨花）

2000年
- エヴァーグレイス（シャルアミ）
- SDガンダム GGENERATION（2000年 - 2020年、ベルナデット・ブリエット / テテニス・ドゥガチ、メリーベル・ガジット） - 9作品
- 高2→将軍（右京ともえ）
- スーパーロボット大戦α（リオ・メイロン）
- ラブリーポップ麻雀 雀々しましょ2（江本千尋）

2001年
- シェンムーII（ジョイ）
- スーパーロボット大戦α外伝（メリーベル・ガジット）
- スーパーロボット大戦α for Dreamcast（リオ・メイロン）
- ZONE OF THE ENDERS Z.O.E（エレナ・ワインバーグ）
- ファイナルファンタジーX（ルールー、謎の少年）
- リリーのアトリエ 〜ザールブルグの錬金術士3〜（シスカ・ヴィラ）

2002年
- MELTY BLOOD（シオン・エルトナム・アトラシア / 吸血鬼シオン）
- 怪盗アプリコット（望月あんず / 怪盗アプリコット）
- Get Backers奪還屋〜奪われた無限城〜（ヘヴン）
- ジョジョの奇妙な冒険 黄金の旋風（トリッシュ・ウナ、広瀬康一）

2003年
- サモンナイト3（ファリエル、テコ）
- ファイナルファンタジーX-2（ヒクリ、ベンゾ、ルールー）
- MELTY BLOOD Re・ACT（シオン・エルトナム・アトラシア / 吸血鬼シオン）

2004年
- SDガンダムフォース 大決戦! 次元海賊デ・スカール!!（ジュリ、ボルトアッグガイ、マグア族族長）
- ToHeart2（ルーシー・マリア・ミソラ）
- michigan（ジャスティン・ローデス）

2005年
- キングダム ハーツII（フウ〈風神〉）
- 喧嘩番長（佐々木レイナ）
- 第3次スーパーロボット大戦α 終焉の銀河へ（美保美穂）
- VM JAPAN（神楽 ）
- MELTY BLOOD Act Cadenza（シオン・エルトナム・アトラシア / 吸血鬼シオン）

2006年
- ダージュ オブ ケルベロス ファイナルファンタジーVII（ルクレツィア・クレシェント）
- ダージュ オブ ケルベロス ロスト エピソード ファイナルファンタジーVII（ルクレツィア・クレシェント）

2007年
- 喧嘩番長2 フルスロットル（佐々木レイナ）
- サモンナイト ツインエイジ 〜精霊たちの共鳴〜（ライラ、サーフィー）
- スーパーロボット大戦OG外伝（リオ・メイロン）

2008年
- スーパーロボット大戦Z（メリーベル・ガジット）
- MELTY BLOOD Actress Again（シオン・エルトナム・アトラシア / 吸血鬼シオン、オシリスの砂）

2009年
- スキップ・ビート!（安芸祥子）
- ToHeart2 PORTABLE（ルーシー・マリア・ミソラ）

2010年
- Another Century's Episode:R（ベルナデット・ブリエット）
- 機動戦士ガンダム エクストリームバーサス（ベルナデット・ブリエット）
- グランツーリスモ5（車紹介ナレーション〈BMW・M3GTR 他〉）
- ファイナルファンタジーXIV

2011年
- 機動戦士ガンダム EXTREME VS.（メリーベル・ガジット、ベルナデット・ブリエット）
- ToHeart2 ダンジョントラベラーズ（ルーシー・マリア・ミソラ）
- ToHeart2 DX PLUS（ルーシー・マリア・ミソラ）
- MELTY BLOOD Actress Again Current Code（シオン・エルトナム・アトラシア / 吸血鬼シオン、オシリスの砂）

2012年
- 第2次スーパーロボット大戦OG（リオ・メイロン）
- ハートフルシミュレーター PACHISLOT ToHeart2（ルーシー・マリア・ミソラ）
- WHITE ALBUM2 幸せの向こう側（冬馬曜子）

2013年
- 境界線上のホライゾン PORTABLE（ヨシナオの妻）
- スーパーロボット大戦OG INFINITE BATTLE（リオ・メイロン）
- スーパーロボット大戦Operation Extend（ナオミ・フリューゲル） - DLC追加キャラクター
- ToHeartハートフルパーティ（ルーシー・マリア・ミソラ）

2014年
- ダンジョントラベラーズ2 王立図書館とマモノの封印（ルーシー・マリア・ミソラ）
- BREAK雀BURST（グロゥヴェン）

2015年
- ファントム オブ キル（ルナリス）
- FLOWER KNIGHT GIRL（ヨルガオ）

2016年
- スーパーロボット大戦OG ムーン・デュエラーズ（リオ・メイロン）
- ニル・アドミラリの天秤 帝都幻惑綺譚 / クロユリ炎陽譚（2016年 - 2017年、朱鷺宮栞） - 2作品
- LORD of VERMILION Re:3（妲己）

2017年
- ディシディア ファイナルファンタジー オペラオムニア（風神）
- スーパーロボット大戦シリーズ（2017年 - 2019年、オードリー） - 3作品

2018年
- ディシディア ファイナルファンタジー オペラオムニア（ルールー）
- フルメタル・パニック！ 戦うフー・デアーズ・ウィンズ（神楽坂恵里）

2021年
- モンスターストライク（亀篠）

2023年
- マクロス -Shooting Insight-（美保美穂）

2024年
- ブラッド・ラインズ（四条サクラ）Nintendo Switch用DL専用ソフト

### ドラマCD
1992年
- イズミ幻戦記 鳴動編 カセットブック（女）

1995年
- 神秘の世界エルハザード CDスペシャル「陣内の世界エルハザード」（陣内菜々美）
- ハイスクール・オーラバスター オリジナルアルバム D-X 天冥の剣（水沢彩）
- プリンセス・ミネルバ オリジナル・ドラマ＆サントラ（オーリン）
- マクロス7 ドッキング・フェスティバル 歌は銀河を救う（ナレーション、美穂、コンピューターの声、女子高生 他）

1996年
- マクロス7 CDシネマ3 GALLAXY SONG BATTLE 1（イデデーオ）

1997年
- ブーミングHIGH!（羽田美咲）

1998年
- 吸血姫美夕 CDシネマIII（仁美）
- 魔女っ子戦隊パステリオン（天寺鈴希 / パステルレッド）

1999年
- トゥルーラブストーリー2 ドラマCD act.1 〜いつもの帰り道〜（波多野葵）

2001年
- デジモンアドベンチャー02 未知へのアーマー進化（井ノ上京）

2002年
- 西洋骨董洋菓子店（村松恵）

2003年
- デジモンアドベンチャー02 オリジナルストーリー 2003年 -春-（井ノ上京）
- DRAMA CD BRONZE zetsuai since 1989 Vol.2（加納ゆり）

2004年
- YEBISUセレブリティーズ（久遠奈々）

2006年
- てけてけマイハート ドラマCD（のぞみのママ）
- 魔人探偵脳噛ネウロ（レコードの声、至郎田のアシスタント）

2007年
- 機神大戦ギガンティック・フォーミュラ ドラマCD「B@B Vol.3」（溝口みちる）
- ムシウタbug（“司書”）
- ながされて藍蘭島（遠野さん）

2010年
- しゅごキャラ! 12 LIMITED EDITION（三条ゆかり）

2012年
- 咲-Saki- 阿知賀編 ドラマCD（新子望）

2014年
- 辻堂さんのドラマティックロード Vol.1（山本相模）

### 吹き替え

#### 映画
- 緊急迎撃指令アカプルコH.E.A.T.（1995年、ジョアンナ〈クリスティーナ・ソールス〉）
- ワンス・アポン・ア・タイム・イン・チャイナ&アメリカ 天地風雲（1999年） ※ソフト版
- チャーリーとチョコレート工場（2008年） ※日本テレビ版

#### テレビドラマ
- CSI:マイアミ2（2006年、エリン）#10

#### アニメ
- Oops!フェアリーペアレンツ（ワンダ）
- Oops!フェアリーペアレンツ: ピカピカの願い（ワンダ）
- バイオハザード ディジェネレーション

### ラジオ
- キラ☆キラ ネットワーク（RKB毎日放送）

### ラジオドラマ
- フルメタル・パニック! 踊るベリー・メリー・クリスマス（神楽坂恵里）

### ラジオCD
- ラジオCD「ささら、まーりゃんの生徒会会長ラジオ for ToHeart2」Vol.16、17（2012年9月12日、2012年12月5日）
- ラジオCD「WHITE ALBUM2 同好会ラジオ」Vol.1、4、6（2013年1月25日、2013年11月29日、2014年5月30日）[23]

### テレビドラマ
- 任侠ヘルパースペシャル（2011年、フジテレビ）
- 仮カレ（2015年、NHK-BSプレミアム） - 声の出演

### ナレーション
- 大人時間（CSチャンネル）
- 爆笑問題の爆乳モンスター（TBS）
- マル得情報とれたテレビ（FOODIES TV）
- マツキヨ健康の森（CSチャンネル）
- レディス4（テレビ東京）

### ボイスオーバー
- ザ・ベストハウス123（フジテレビ）

### その他コンテンツ
- Britannia News Network（サラ・マクラッケン）
  - ウルティマオンラインの公式サイト上で配信されている動画コンテンツ。

## ディスコグラフィ

### オリジナルアルバム
| 枚  | 発売日        | タイトル                           | 規格品番  | 最高位 |
| --- | ------------- | ---------------------------------- | --------- | ------ |
| 1st | 1998年1月21日 | ラッキィの鳥は捕まえなきゃ逃げてく | PICA-1159 |        |
| 2nd | 2002年9月26日 | ri:waind                           | PICA-7047 |        |

### キャラクターソング
| 発売日   | 商品名                                                              | 歌                                                                 | 楽曲                                             | 備考                                           |
| 2000年   | 2000年                                                              | 2000年                                                             | 2000年                                           | 2000年                                         |
| -------- | ------------------------------------------------------------------- | ------------------------------------------------------------------ | ------------------------------------------------ | ---------------------------------------------- |
| 7月26日  | デジモンアドベンチャー02 ベストパートナー（8） 井ノ上京＆ホークモン | 井ノ上京（夏樹リオ）                                               | 「クラッシュでビンゴ!」                          | テレビアニメ『デジモンアドベンチャー02』関連曲 |
| 7月26日  | デジモンアドベンチャー02 ベストパートナー（8） 井ノ上京＆ホークモン | 井ノ上京（夏樹リオ）、ホークモン（遠近孝一）                       | 「Fly High」                                     | テレビアニメ『デジモンアドベンチャー02』関連曲 |
| 2002年   |                                                                     |                                                                    |                                                  |                                                |
| 12月18日 | FINAL FANTASY X VOCAL COLLECTION                                    | ユウナ（青木麻由子）、リュック（松本まりか）、ルールー（夏樹リオ） | 「All The Way」                                  | ゲーム『ファイナルファンタジーX』関連曲        |
| 2005年   |                                                                     |                                                                    |                                                  |                                                |
| 11月23日 | ToHeart2 CharacterSongs                                             | ルーシー・マリア・ミソラ（夏樹リオ）                               | 「ストレンジ・エンカウンター」                   | ゲーム『ToHeart2』関連曲                       |
| 2007年   |                                                                     |                                                                    |                                                  |                                                |
| 9月28日  | OVA ToHeart2 DVD第3巻初回限定版特典CD「CD RATED EXTRA Vol.3」       | 草壁優季（佐藤利奈）、ルーシー・マリア・ミソラ（夏樹リオ）         | 「Heart To Heart Yuki＆Lucy アレンジバージョン」 | OVA『OVA ToHeart2』関連曲                      |

### シリーズ一覧
1. ↑  第1シリーズ（2002年）、第2シリーズ『AXESS』（2004年）、第4シリーズ『BEAST』（2005年 - 2006年）
2. ↑  『F』（2000年）、『F.I.F』（2001年）、『PORTABLE』（2006年）、『SPIRITS』（2007年）、『WARS』（2009年）、『WORLD』『3D』（2011年）、『OVER WORLD』（2012年）、『CROSSRAYS』（2020年）
3. ↑  『V』（2017年）、『X』（2018年）、『T』（2019年）